# Махмуд Шах II
Шихаб ад-Дін Махмуд Шах II (д/н — 7 квітня 1531)  — султан Малави у 1511—1531 роках. В його панування позначився занепад держави, що зрештою призвело до окупації Гуджаратським султанатом.

## Життєпис
Походив з династії Хілджі. Третій син султана Наср Шаха. Замолоду звався Азам Хумаюн. Після придушення заколоту його старшого брата Ішихаба ад-Діна оголошений спадкоємцем.
1511 року після смерті батька успадкував владу. Невдовзі проти нього повстав брат Сагіб Хан, до якого приєднався Ішмхаб ад-Дін, що повернувся до султанату. Зрештою вдалося завдати тим поразки, змусивши тікати до Хандеського султанату. Лише 3 червня Азам Хумаюн зумів провести церемонію сходження на трон, прийнявши ім'я Шихаб ад-Дін Махмуд Шах.
Втім невдовзі виявив нездатність керувати та приборкувати знать. Невдовзі військовики Ікбал Хан і Мухтаз Хан в султанському палаці вбили візира Басаррая та вигнали скарбничого Сангран Соні, що були джайністами. В результаті саме Ікбал і Мухтаз стали керувати державою. Але Махмуд Шах II за підтримки іншого еміра — Мухафіз-хана — відсторонив тих від влади. Тоді Ікбал Хан і Мухтаз Хан домовилися з Ішихаб ад-Діном про підтримку, втім останній на шляху до Манду помер.
1512 року Махмуд Шах II вирішив позбутися вже Мухафіз-хана, прагнувши панувати самостійно. Але його випередив Мухафіз, що повалив султана, призвавши на трон його брата Сагіб Хана, що прийняв тронне ім'я Мухаммад-шах II. В свою чергу повалений султан знайшов підтримку в Чанда пурбії, раджи Медіні (васала Меварського князівства). Останній завдав поразки Мухаммад-шаху II, потім узяв в облогу Манду. Не витримавши облоги, останній разом з Мухафіз-ханом утік до Гуджараського султанату. 
Махмуд Шах II відновив свою владу, призначивши Чанда Пурбію своїм візиром. Це спричинило повстання мусульман на чолі із Сікандар-ханом, намісником Сатваса, та Бахджат-ханом, намісником Чандері. Вони закликали на трон поваленого Мухаммад-шаха II, разом з яким до Малавського султанату вдерся гуджаратський султан Музаффар-шах II. Махмуд Шах II опинився в облозі в своїй столиці Манду. 1513 року ворог мусив відступити. До липня 1514 року спільно з візиром Чанда Пурбією вдалося перемогти заколотників та Мухаммад-шаха II. 
Зосередився на внутрішніх питаннях, намагаючись відновити економіку після тривалих бойових дій. Почав карбувати нові срібні монети за гуджаратським зразком (так званні музаффарі), що мали вагу від 6,73 до 7,58 г. Вони також відомі як напівтанка і танка.
Разом з тим в султанаті чималу вагу отримав Чанда Пурбія, який поступово замінив мусульманських чиновників на раджпутів. Але зрештою султан примусив візира повернути мусульман на посади. За цим Махмуд Шах II вирішив вбити Чанда Пурбію та його найближчого помічника Салівагана. Перший вижив, але загибель Салівагана спричинило повстання раджпутів. В обмін на його придушення Чанда Пурбія зберіг посаду візира та свій вплив.
Наприкінці 1517 року султан таємного рушив до Музаффар-шаха II, у якого отримав війська для повалення Чанди Пурбії. Останній в свою чергу призначивши сина Пітору командувачем залоги Манду, прибув до Санграм Сінґха. магарана Мевару, в якого отримав допомогу. 15 лютого 1518 року гуджаратські війська захопили Манду, вбивши там усіх раджпутів. Махмуд Шаху II було залишено 10 тис. вояків. 1519 року в битві біля Гаграона війська Санграм Сінґха і Чанда Пурбії завдали нищівної поразки султану, який потрапив у полон. Його було звільнено в обмін на перебування султанського сина заручником в Санграм Сінґха.
Невдовзі Санграм Сінґх зайняв Мандасор, Чанда Пурбія — Чандері, раджа Сілхаді Томар окупував Бхілсу та Райсі. Цим скористався Сікандар-хан. що повернувся та захопив владу в Сатвасі, де оголосив себе султаном. Махмуд Шах II контролював лише невелику територію навколо Манду. 1526 року надав прихисток Чанд Хану, що втік від свого брата — гуджаратського султана Бахадур-шаха.
Ситуація змінилася у 1528 році, коли Бабур, що перед тим захопив Делі, почав війну проти раджпутських князівств. За цих обставин Махмуд Шах II відвоював раніше втрачені землі, але разом з тим близько 20 тис. раджпутів взяв на свою службу. 1531 року гуджаратські війська атакували Малаву, 2 квітня було захоплено столицю, а самого Махмуд Шаха II разом з родиною було відправлено до Гуджарату, на шляху до якого г квітня колишнього султана та його синів було вбито при спробі втечі (династія Хілджі припинила своє існування). Малавський султанат було приєднано до володінь Бахадур-шаха.